# Salangen
Salangen là một đô thị ở hạt Troms, Na Uy. Trung tâm hành chính của đô thị này là làng Sjøvegan, nơi hầu hết người dân tại thành phố sinh sống. Đô thị này nằm dọc theo Sagfjord, và cũng bao gồm một số thung lũng nội địa.
Salangen được thành lập ngày 1 tháng 1 năm 1871 khi nó được tách khỏi đô thị Ibestad. Dân số ban đầu của Salangen là 1.384 người. Ngày 1 tháng 1 năm 1964, đô thị Lavangen (dân số: 1677 người) đã được sáp nhập vào Salangen. Đô thị mới lớn hơn Salangen sau đó có dân số 4.288 người. Vào ngày 1 tháng 1 năm 1977, tuy nhiên, các huyện Lavangen (trừ Lavangsnes) được tách từ Salangen để hình thành một đô thị riêng biệt một lần nữa. Sau khi chia, Salangen còn 2.611 cư dân.